# Sainte-Hélène, Saône-et-Loire
Sainte-Hélène este o comună în departamentul Saône-et-Loire, Franța. În 2009 avea o populație de 441 de locuitori.

## Evoluția populației
| An        | 1975 | 1982 | 1990 | 1999 | 2006 | 2009 |
| --------- | ---- | ---- | ---- | ---- | ---- | ---- |
| Populație | 220  | 293  | 289  | 399  | 410  | 441  |